# Álava

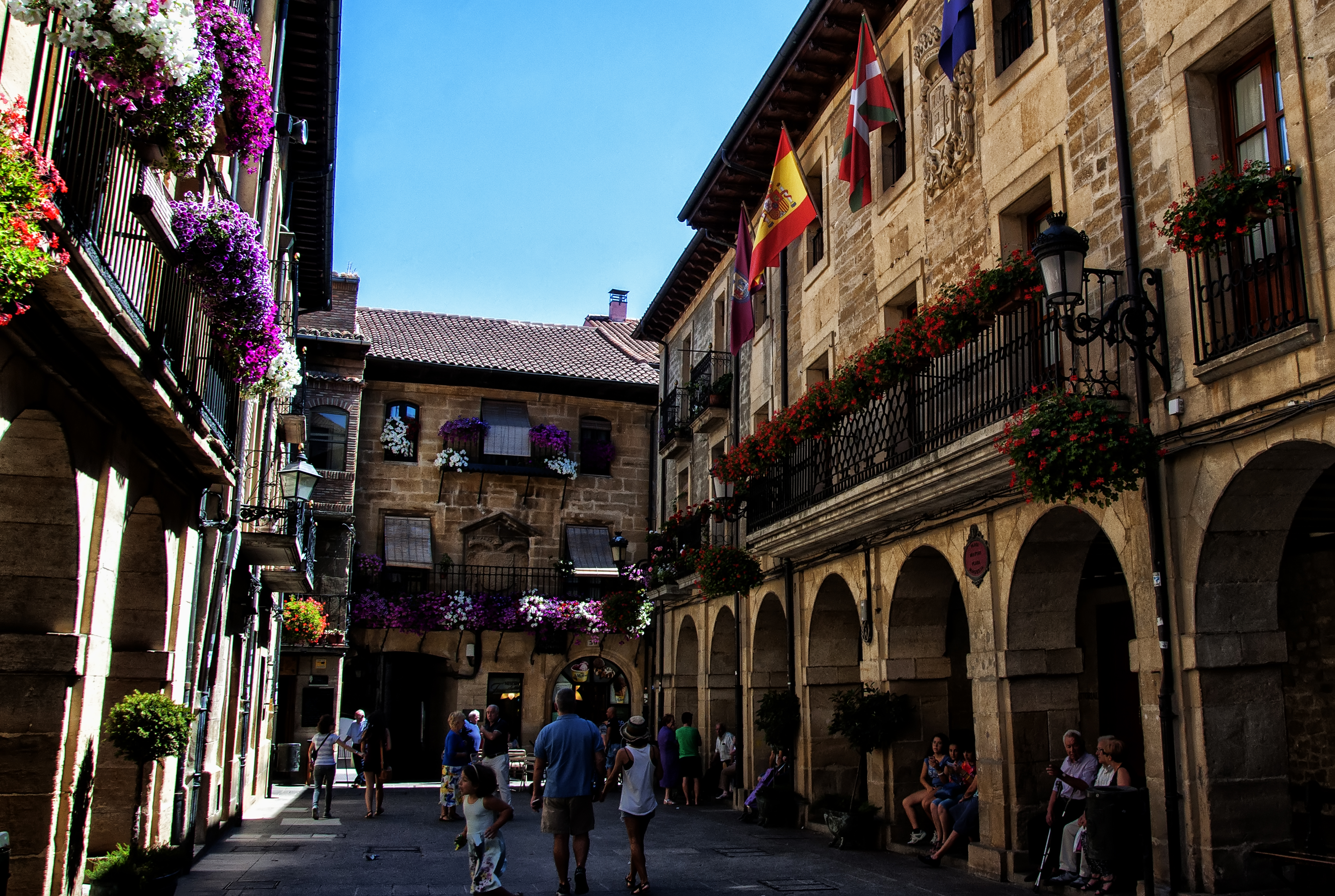
Laguardia ở Alava

Álava (Tiếng Tây Ban Nha) hay Araba (tiếng Basque) là một tỉnh ở phía bắc Tây Ban Nha nằm ở phía nam của cộng đồng tự trị xứ Basque. Tỉnh này có dân số năm 2006 là 301.926 người  và diện tích 2963 km².
Tỉnh này giáp các tỉnh Burgos, La Rioja, Navarre, Guipuscoa và Biscay. Bên trong Álava là Condado de Treviño, một khu vực thuộc tỉnh Burgos, Castile và León.
Thủ phủ của Álava là Vitoria-Gasteiz. Tỉnh này được chia thành 7 hạt (cuadrillas): Añana, Ayala, Campezo, Laguardia, Salvatierra, Vitoria-Gasteiz và Zuya. Nó cũng chứa cả đô thị Berganzo.

## Danh sách các lãnh chúa tỉnh Álava
- Eylon c. 850-875
- Vela Jiménez c. 875-923
- Fernán González 923-970
- Nuño González 970-1033
- Fortunio Íñiguez 1033-1046
- Munio Muñoz (co-sir) 1046-1060
- Sancho Maceratio (co-sir) 1046-1060
- Ramiro 1060-1075
- Marcelo 1075-1085
- Lope Íñiguez 1085-?
- Lope Díaz ?-1093
- Lope González 1093-1099
- Lope Sánchez 1099-1114
- Diego López I 1114-1123
- Don Ladrón 1123-1158
- Don Vela 1158-1175
- Juan Velaz 1175-1181
- Diego López II 1181-1187
- Íñigo de Oriz 1187-1199
- Diego López de Haro I 1199-1214
- Lope Diaz de Haro I 1214-1240
- Nuño González de Lara 1240-1252
- Diego López de Haro II 1252-1274
- Fernando de la Cerda 1274-1280
- Lope Díaz de Haro II 1280-1288
- Juan Alonso de Haro 1288-1310
- Diego López de Salcedo 1310-1332